# Coppa UEFA 2012-2013 (calcio a 5)
La Coppa UEFA 2012-2013 è stata la 12ª edizione del torneo continentale riservato ai club di calcio a 5 vincitori nella precedente stagione del massimo campionato delle federazioni affiliate alla UEFA. La competizione si è disputata tra l'8 agosto 2012 e il 28 aprile 2013 e avrebbe dovuto coinvolgere 48 squadre, scese tuttavia di un'unità dopo la rinuncia dei polacchi dell'Akademia Pniewy, inseriti nel gruppo 5 del turno principale. I campioni in carica del Barcellona e le prime tre squadre del ranking, cioè Benfica, ElPozo Murcia e Qairat, accedono direttamente al turno élite. Nella finale giocata a Tbilisi, il Kairat ha battuto di misura i russi della Dinamo Mosca, diventando la prima squadra kazaka a vincere la Coppa UEFA.

## Turno preliminare

### Gruppo A
| Squadra | P.ti | G | V | N | P | GF | GS | DR  |
| ------- | ---- | - | - | - | - | -- | -- | --- |
| Leotar  | 6    | 2 | 2 | 0 | 0 | 13 | 2  | +11 |
| Lexmax  | 3    | 2 | 1 | 0 | 1 | 4  | 4  | 0   |
| Balzan  | 0    | 2 | 0 | 0 | 2 | 1  | 12 | -11 |

| Arbitri: | Tomasz Frak Christophe Paitreault Mário Silva |

| |           |               |
| Sa. Andrić 0'13'’ Joney 2'44'’, 5'05'’ Vico 5'46'’, 18'44'’, 29'24'’ Scicluna 6'34'’ (aut.) Pavlović 36'02'’ Vladisavljević 39'54'’ | Marcatori | 29'54'’ Onuta |

| Arbitri: | Christophe Paitreault Mário Silva Tomasz Frak |

|  |           |                                                |
|  | Marcatori | 22'25'’ (rig.), 26'53'’ Baeşu 27'14'’ Tanurcov |

| Arbitri: | Mário Silva Tomasz Frak Christophe Paitreault |

|              |           |                                                      |
| Baeşu 2'47'’ | Marcatori | 0'34'’, 7'34'’ Vico 19'52'’ Sa. Andrić 24'04'’ Berak |

### Gruppo B
| Squadra         | P.ti | G | V | N | P | GF | GS | DR |
| --------------- | ---- | - | - | - | - | -- | -- | -- |
| LidSelmash Lida | 9    | 3 | 3 | 0 | 0 | 13 | 4  | +9 |
| Copenaghen      | 6    | 3 | 2 | 0 | 1 | 14 | 11 | +3 |
| Helvecia        | 3    | 3 | 1 | 0 | 2 | 5  | 10 | -5 |
| Edro Valona     | 0    | 3 | 0 | 0 | 3 | 6  | 13 | -7 |

| Arbitri: | Oljas Abraev Mario Bohun Costas Nicolaou |

|                               |           |                  |
| Medina 21'22'’ Ferras 23'42'’ | Marcatori | 11'15'’ Terstena |

| Arbitri: | Marcelino Blázquez Costas Nicolaou Mario Bohun |

|               |           |                                                                                          |
| Falck 22'05'’ | Marcatori | 9'03'’, 36'22'’ Gorbenko 9'18'’ Kislyuk 10'34'’ Goroshko 17'00'’ Skadorva 32'30'’ Matyuk |

| Arbitri: | Mario Bohun Marcelino Blázquez Oljas Abraev |

|                                |           |               |
| Matyuk 14'32'’ Gusakov 37'44'’ | Marcatori | 4'44'’ Kamara |

| Arbitri: | Costas Nicolaou Oljas Abraev Marcelino Blázquez |

|                                                                                              |           |                                       |
| Falck 10'42'’, 13'59'’, 26'19'’ Clifford 21'45'’ Bothmann Hougaard 26'52'’ Jørgensen 33'15'’ | Marcatori | 26'12'’, 34'13'’, 35'48'’ (rig.) Sina |

| Arbitri: | Costas Nicolaou Mario Bohun Oljas Abraev |

|                                      |           |                                                           |
| Sina 39'36'’ Chibisov 39'58'’ (aut.) | Marcatori | 2'09'’, 33'18'’ Gorbenko 3'14'’, 19'37'’, 37'47'’ Gusakov |

| Arbitri: | Marcelino Blázquez Oljas Abraev Mario Bohun |

|                                 |           | |
| C. Silva 27'01'’ Medina 31'21'’ | Marcatori | 14'11'’ Bonde 14'39'’ Sanz 26'55'’ Méndez 27'40'’ Bothmann Hougaard 30'56'’, 34'15'’, 39'31'’ Clifford |

### Gruppo C
| Squadra       | P.ti | G | V | N | P | GF | GS | DR |
| ------------- | ---- | - | - | - | - | -- | -- | -- |
| Eden          | 6    | 3 | 2 | 0 | 1 | 14 | 13 | +1 |
| Allstars W.N. | 4    | 3 | 1 | 1 | 1 | 14 | 12 | +2 |
| Tüfad Ankara  | 4    | 3 | 1 | 1 | 1 | 11 | 11 | 0  |
| Minerva       | 3    | 3 | 1 | 0 | 2 | 18 | 21 | -3 |

| Arbitri: | Amil Gerina Tarik Kečo Vladimir Kadykov |

|                                            |           |                             |
| Souto 2'36'’ Bouznig 6'42'’ Farias 10'20'’ | Marcatori | 16'41'’ Atik 33'19'’ Işıkay |

| Arbitri: | Maksim Dzeikala Vladimir Kadykov Tarik Kečo |

| |           |                                                               |
| Musić 4'11'’ Stanisavljević 10'01'’, 16'36'’, 18'17'’, 30'43'’ Jurkič 22'39'’, 29'22'’ Fogarasi 31'24'’ Nikić 39'49'’ | Marcatori | 5'46'’ Jaggi 15'37'’ Carrasco 33'36'’ M. Leite 34'13'’ Patera |

| Arbitri: | Vladimir Kadykov Amil Gerina Maksim Dzeikala |

| |           |                                                                           |
| Carrasco 5'25'’, 36'10'’ Patera 10'16'’, 39'04'’ T. Melo 19'21'’, 28'45'’ Francioli 32'41'’ Jaggi 39'23'’, 39'37'’ | Marcatori | 14'29'’, 25'25'’ Farias 16'26'’, 31'21'’ De Melo 29'28'’, 37'55'’ Bouznig |

| Arbitri: | Tarik Kečo Maksim Dzeikala Amil Gerina |

|                                                  |           |                                     |
| Stanisavljević 19'49'’, 22'39'’ Andrejić 23'37'’ | Marcatori | 18'07'’ Barut 29'46'’, 31'00'’ Atik |

| Arbitri: | Maksim Dzeikala Vladimir Kadykov Amil Gerina |

|                                                                                         |           |                                                                        |
| Işıkay 5'23'’ Köse 15'19'’ Uyanık 16'52'’ Barut 18'25'’ Özyürek 25'27'’ Alvurdu 39'28'’ | Marcatori | 2'34'’ Carrasco 19'13'’, 37'39'’ Patera 24'09'’ Mezger 31'36'’ T. Melo |

| Arbitri: | Amil Gerina Tarik Kečo Vladimir Kadykov |

|                                                                     |           |                                      |
| Bouznig 13'56'’ Maia 14'49'’ Souto 26'13'’, 32'44'’ H. Neto 37'49'’ | Marcatori | 14'32'’ Nikić 25'52'’ Stanisavljević |

### Gruppo D
| Squadra          | P.ti | G | V | N | P | GF | GS | DR  |
| ---------------- | ---- | - | - | - | - | -- | -- | --- |
| Sporting Parigi  | 7    | 3 | 2 | 1 | 0 | 28 | 9  | +19 |
| Hamburg Panthers | 4    | 3 | 1 | 1 | 1 | 16 | 17 | -1  |
| FT Anversa       | 4    | 3 | 1 | 1 | 1 | 28 | 12 | +16 |
| Fair City Santos | 1    | 3 | 0 | 1 | 2 | 7  | 41 | -34 |

| Arbitri: | Kreshnik Hakrama Moshe Bohbot Fredric Nilholt |

| |           |  |
| Zouggaghi 4'00'’, 10'58'’, 13'24'’, 24'14'’, 25'13'’, 27'04'’, 34'26'’, 35'15'’, 36'52'’, 38'40'’ Sababti 4'51'’, 16'46'’ El Ghaadaoui 5'16'’ Achahbar 11'09'’ El Faroussi 21'46'’, 29'39'’ Bachar 33'04'’ Herron 39'12'’ (aut.) | Marcatori |  |

| Arbitri: | Petar Mantev Fredric Nilholt Moshe Bohbot |

|                                                                                  |           |                                    |
| S. García 5'32'’, 12'14'’ Diniz 12:01’ Betinho 16'52'’, 28'59'’ J. López 38'26'’ | Marcatori | 2'52'’, 10'02'’ Örün 9'07'’ Arslan |

| Arbitri: | Fredric Nilholt Kreshnik Hakrama Petar Mantev |

| |           |                                                                              |
| Lindener 7'27'’, 19'37'’, 39'34'’ De la Cuesta 8'35'’ (rig.), 12'00'’ (t.l.), 13'13'’, 38'39'’ Ulusoy 37'38'’ | Marcatori | 3'08'’, 6'31'’, 35'25'’ Achahbar 5'37'’, 37'15'’ El Ghaadaoui 23'47'’ Bachar |

| Arbitri: | Moshe Bohbot Petar Mantev Kreshnik Hakrama |

| |           |                                 |
| Diniz 3'07'’, 4'26'’, 15'38'’, 21'25'’, 26'31'’, 30'37'’ Betinho 3'30'’ Barboza 8'01'’ Guessous 14'19'’ Chaulet 16'38'’ J. López 23'53'’, 24'20'’, 25'32'’ Neukermans 31'58'’, 39'59'’ S. García 36'17'’ D. Pereira 38'28'’ Amaral 39'41'’ | Marcatori | 33'28'’ Davis 38'13'’ McCulloch |

| Arbitri: | Fredric Nilholt Kreshnik Hakrama Moshe Bohbot |

|                                                                         |           |                                                                           |
| McCulloch 3'31'’ Lafferty 9'28'’ Caldow 12'26'’, 37'46'’ Duigan 18'03'’ | Marcatori | 15'01'’ De la Cuesta 15'29'’, 21'09'’ Meyer 16'43'’ Ulusoy 29'57'’ Arslan |

| Arbitri: | Petar Mantev Moshe Bohbot Kreshnik Hakrama |

|                                                                 |           |                                                             |
| Bachar 5'53'’ El Ghaadaoui 12'19'’, 28'58'’ El Faroussi 22'26'’ | Marcatori | 1'22'’, 25'18'’ Betinho 15'40'’ Neukermans 24'52'’ J. López |

### Gruppo E
| Squadra         | P.ti | G | V | N | P | GF | GS | DR |
| --------------- | ---- | - | - | - | - | -- | -- | -- |
| Vegakameratene  | 7    | 3 | 2 | 1 | 0 | 8  | 3  | +5 |
| Nahalat Yitzhak | 5    | 3 | 1 | 2 | 0 | 10 | 7  | +3 |
| Encamp          | 3    | 3 | 1 | 0 | 2 | 12 | 13 | -1 |
| Shahumyan       | 1    | 3 | 0 | 1 | 2 | 6  | 13 | -7 |

| Arbitri: | Damir Radović Septimiu Burtescu Ainar Kuusk |

|                                           |           |                                                |
| A. Cohen 6'37'’, 37'56'’ L. Cohen 17'07'’ | Marcatori | 10'21'’, 28'04'’ Grigoryan 27'05'’ Kapukranyan |

| Arbitri: | Ainar Kuusk Yusif Nurullayev Septimiu Burtescu |

|                            |           |                                                        |
| Rojas 2'57'’ Neira 38'17'’ | Marcatori | 7'42'’ Ovesen 11'07'’ Solem 16'00'’ Moen 36'29'’ Høvik |

| Andorra la Vella 9 agosto 2012, ore 18:30 CEST | Vegakameratene                             | 0 – 0 (0-0) referto | Nahalat Yitzhak | Poliesportiu d'Andorra\| Arbitri: \| Yusif Nurullayev Ainar Kuusk Damir Radović \| |
| Arbitri:                                       | Yusif Nurullayev Ainar Kuusk Damir Radović |                     |                 |                                                                                    |

| Arbitri: | Septimiu Burtescu Damir Radović Yusif Nurullayev |

|                                                                                                |           |                              |
| M. Ferreira 13'57'’, 32'24'’ Rojas 22'12'’ Neira 31'41'’ Bazán 35'01'’ Raventós 38'45'’ (t.l.) | Marcatori | 24'05'’, 32'33'’ Kapukranyan |

| Arbitri: | Yusif Nurullayev Ainar Kuusk Septimiu Burtescu |

|                  |           |                                                                  |
| Grigoryan 3'09'’ | Marcatori | 4'55'’ Solem 16'27'’ Ovesen 30'19'’ (rig.), 39'02'’ Th. Klaussen |

| Arbitri: | Damir Radović Septimiu Burtescu Ainar Kuusk |

| |           |                                                                               |
| Chicko 0'19'’ Zur 13'26'’ A. Cohen 19'24'’, 27'45'’ Changal 33'57'’ (rig.) Tehar 35'18'’ L. Cohen 35'35'’ | Marcatori | 17'10'’ (t.l.) M. Ferreira 19'40'’ (rig.), 36'45'’ (rig.) Rojas 34'27'’ Neira |

### Gruppo F
| Squadra         | P.ti | G | V | N | P | GF | GS | DR  |
| --------------- | ---- | - | - | - | - | -- | -- | --- |
| Grand Pro Varna | 7    | 3 | 2 | 1 | 0 | 11 | 3  | +8  |
| Ilves           | 7    | 3 | 2 | 1 | 0 | 8  | 4  | +5  |
| Ibra Göteborg   | 3    | 3 | 1 | 0 | 2 | 13 | 12 | +1  |
| Cardiff City    | 0    | 3 | 0 | 0 | 3 | 1  | 15 | -14 |

| Arbitri: | Shota Kukhilava Patrik Porkert Marjan Markoski |

|                                                 |           |  |
| Majamaa 7'17'’ Alatalo 18'56'’ Torvinen 35'40'’ | Marcatori |  |

| Arbitri: | Vjačeslav Darahan Marjan Markoski Patrik Porkert |

| |           |                                         |
| Nestorov 12'41'’, 26'09'’ Kosev 19'34'’ Jovanović 22'40'’, 33'55'’ Stanković 28'35'’ Karageorgiev 39'29'’ | Marcatori | 14'12'’ Bakraqi 38'08'’ (t.l.) Chekroun |

| Arbitri: | Patrik Porkert Vjačeslav Darahan Shota Kukhilava |

|                                                |           |                                                                       |
| Chekroun 5'38'’ Bakraqi 27'22'’ Gorqaj 32'54'’ | Marcatori | 0'27'’ Majamaa 3'21'’, 36'57'’ Teittinen 6'16'’ Pakola 11'03'’ Similä |

| Arbitri: | Marjan Markoski Shota Kukhilava Vjačeslav Darahan |

|                                                                    |           |                      |
| Karageorgiev 4'51'’ Popchev 23'23'’ Kolev 32'48'’ Nestorov 35'34'’ | Marcatori | 21'22'’ Charalambous |

| Arbitri: | Patrik Porkert Marjan Markoski Shota Kukhilava |

|  |           | |
|  | Marcatori | 5'54'’, 10'00'’, 27'38'’ Zhubi 10'28'’ Omeirat 14'54'’, 38'18'’ Bakraqi 17'18'’ Chekroun 38'36'’ Bejan |

| Varna 11 agosto 2012, ore 20:30 EEST | Ilves                                             | 0 – 0 (0-0) referto | Grand Pro Varna | Palazzo della cultura e dello sport\| Arbitri: \| Vjačeslav Darahan Shota Kukhilava Marjan Markoski \| |
| Arbitri:                             | Vjačeslav Darahan Shota Kukhilava Marjan Markoski |                     |                 | |

### Gruppo G
| Squadra        | P.ti | G | V | N | P | GF | GS | DR |
| -------------- | ---- | - | - | - | - | -- | -- | -- |
| Železarec      | 7    | 3 | 2 | 1 | 0 | 10 | 5  | +5 |
| Jedinstvo B.P. | 6    | 3 | 2 | 0 | 1 | 16 | 13 | +3 |
| Anži Tallinn   | 4    | 3 | 1 | 1 | 1 | 11 | 11 | 0  |
| Bekentas       | 0    | 3 | 0 | 0 | 3 | 5  | 13 | -8 |

| Arbitri: | Ramil Namazov Andri Vigfússon Jacky Subocz |

|                                                                                                |           |                                                                                        |
| Barović 14'51'’, 38'54'’, 39'33'’ Četković 18'09'’, 30'15'’ Damjanović 34'14'’ Ćorović 34'58'’ | Marcatori | 4'27'’ Smetanin 9'34'’ Maksimov 21'57'’ Ametov 28'43'’ Kušnir 33'55'’, 37'34'’ Kulikov |

| Arbitri: | Ozan Soykan Jacky Subocz Andri Vigfússon |

|                                                        |           |                    |
| Agushi 16'04'’ Micevski 32'45'’ (t.l.), 37'18'’ (t.l.) | Marcatori | 23'48'’ Tamaliūnas |

| Arbitri: | Andri Vigfússon Ozan Soykan Ramil Namazov |

|                                   |           |                                                                                            |
| Mežonis 27'22'’ Smolkovas 30'18'’ | Marcatori | 4'58'’, 8'44'’ Četković 8'11'’ Novović 10'42'’, 30'13'’, 38'30'’ Mugoša 14'48'’ Damjanović |

| Arbitri: | Jacky Subocz Ramil Namazov Ozan Soykan |

|                                   |           |                                    |
| Gligorov 6'59'’ Jovanovski 8'32'’ | Marcatori | 12'23'’ Merkurjev 38'23'’ Smetanin |

| Arbitri: | Ozan Soykan Ramil Namazov Andri Vigfússon |

|                                          |           |                                |
| Kostin 11'53'’ Maksimov 36'56'’, 37'17'’ | Marcatori | 7'19'’ Gikas 39'00'’ Smolkovas |

| Arbitri: | Jacky Subocz Andri Vigfússon Ramil Namazov |

|                                  |           |                                                                                     |
| Barović 5'01'’ Damjanović 9'34'’ | Marcatori | 10'34'’ Leveski 15'05'’ Gligorov 24'09'’ Jovanovski 35'22'’ Agushi 37'08'’ Micevski |

## Turno principale

### Gruppo 1
| Squadra         | P.ti | G | V | N | P | GF | GS | DR |
| --------------- | ---- | - | - | - | - | -- | -- | -- |
| Luparense       | 7    | 3 | 2 | 1 | 0 | 7  | 1  | +6 |
| Slov-Matic FOFO | 5    | 3 | 1 | 2 | 0 | 10 | 5  | +5 |
| Omonia          | 4    | 3 | 1 | 1 | 1 | 9  | 11 | -2 |
| Grand Pro Varna | 0    | 3 | 0 | 0 | 3 | 5  | 14 | -9 |

| Arbitri: | Francisco Peña Diaz Swen Eichler Admir Zahovič |

|                                                    |           |                                               |
| R. Leal 1'09'’, 19'29'’ (t.l.) Demetriades 14'55'’ | Marcatori | 1'24'’ Mikita 7'48'’ Fehervári 24'19'’ Hal'ko |

| Arbitri: | Grigorij Zelencov Admir Zahovič Swen Eichler |

|                              |           |  |
| Pedotti 0'47'’ Pablo 15'20'’ | Marcatori |  |

| Arbitri: | Admir Zahovič Grigorij Zelencov Francisco Peña Diaz |

|                                                                     |           |                                                    |
| Manoli 18'16'’, 39'52'’ Andrioly 21'53'’, 39'32'’ V. Vieira 28'13'’ | Marcatori | 1'21'’ Milošević 15'07'’ Popchev 39'12'’ Stanković |

| Egkōmī 7 settembre 2012, ore 20:00 EEST | Slov-Matic FOFO                                    | 0 – 0 (0-0) referto | Luparense | Kleistó Gymnastírio "Tassos Papadopoulos"\| Arbitri: \| Swen Eichler Francisco Peña Diaz Grigorij Zelencov \| |
| Arbitri:                                | Swen Eichler Francisco Peña Diaz Grigorij Zelencov |                     |           | |

| Arbitri: | Francisco Peña Diaz Swen Eichler Grigorij Zelencov |

|                                          |           |                                                                                                |
| Milošević 12'59'’ Krastev 31'18'’ (rig.) | Marcatori | 8'22'’ Rejžek 8'27'’ Bartošek 9'26'’, 25'45'’ Hal'ko 10'05'’, 15'22'’ Mikita 38'33'’ Brunovský |

| Arbitri: | Admir Zahovič Grigorij Zelencov Swen Eichler |

|                                                                         |           |                 |
| Merlim 12'21'’, 25'34'’ Fabiano 15'42'’ Pedotti 21'45'’ Honorio 28'58'’ | Marcatori | 20'57'’ R. Leal |

### Gruppo 2
| Squadra        | P.ti | G | V | N | P | GF | GS | DR  |
| -------------- | ---- | - | - | - | - | -- | -- | --- |
| Ekonomac       | 9    | 3 | 3 | 0 | 0 | 18 | 6  | +12 |
| Nikars         | 6    | 3 | 2 | 0 | 1 | 11 | 6  | +5  |
| Vegakameratene | 3    | 3 | 1 | 0 | 2 | 7  | 10 | -3  |
| Železarec      | 0    | 3 | 0 | 0 | 3 | 4  | 18 | -14 |

| Arbitri: | Franco Cachia Angelo Galante Bekim Zogaj |

|                                                                                           |           |                            |
| D. Souza 21'20'’ (rig.), 32'51'’, 35'02'’ Cvetanović 31'37'’ Dodô 34'40'’ Bojović 39'13'’ | Marcatori | 26'10'’ Moen 31'50'’ Solem |

| Arbitri: | Yaşar Abbasov Bekim Zogaj Angelo Galante |

|                                                                                                 |           |                        |
| Šustrovs 4'32'’ A. Pereira 11'13'’ (rig.), 37'58'’ Dacko 18'38'’ Jardel 20'33'’ Ļašenko 39'05'’ | Marcatori | 26'46'’ (aut.) Ļašenko |

| Arbitri: | Angelo Galante Yaşar Abbasov Franco Cachia |

|                 |           | |
| Leveski 23'43'’ | Marcatori | 7'10'’, 24'44'’ D. Souza 10'16'’ Rakić 22'38'’ Janjić 24'16'’ Dodô 37'38'’ Cvetanović 38'37’, 39'37'’ Kocić |

| Arbitri: | Bekim Zogaj Franco Cachia Yaşar Abbasov |

|                                    |           |                     |
| A. Pereira 13'20'’ Ļašenko 28'08'’ | Marcatori | 1'21'’ Th. Klaussen |

| Arbitri: | Yaşar Abbasov Franco Cachia Bekim Zogaj |

|                                                 |           |                                   |
| Solem 17'20'’ Moen 29'00'’, 39'56'’ Wik 33'55'’ | Marcatori | 11'51'’ Gligorov 12'09'’ Micevski |

| Arbitri: | Angelo Galante Bekim Zogaj Franco Cachia |

|                                                   |           |                                               |
| Dodô 19'19'’ Grcić 32'55'’, 33'21'’ Kocić 36'45'’ | Marcatori | 19'45'’ Zé Maria 33'52'’ Dacko 36'02'’ Jardel |

### Gruppo 3
| Squadra          | P.ti | G | V | N | P | GF | GS | DR  |
| ---------------- | ---- | - | - | - | - | -- | -- | --- |
| Enerhija Leopoli | 6    | 3 | 2 | 0 | 1 | 14 | 8  | +6  |
| Era-Pack Chrudim | 6    | 3 | 2 | 0 | 1 | 11 | 7  | +4  |
| City'us TM       | 6    | 3 | 2 | 0 | 1 | 11 | 11 | 0   |
| Leotar           | 0    | 3 | 0 | 0 | 3 | 3  | 13 | -10 |

| Arbitri: | Trajan Enčev Omar Rafiq Veljko Bošković |

|                                         |           |                |
| F. Matei 2'30'’, 21'50'’ Stoica 25'44'’ | Marcatori | 18'12'’ Mulina |

| Arbitri: | Antonis Constantinides Veljko Bošković Omar Rafiq |

|                                                |           |                                 |
| Vladyka 2'46'’ Douglas Jr. 23'54'’ Max 38'00'’ | Marcatori | 33'01'’ Pavlenko 36'26'’ Bondar |

| Arbitri: | Omar Rafiq Trajan Enčev Veljko Bošković |

| |           |                                          |
| Makajev 9'40'’ Koval' 15'13'’ Lehčanov 33'07'’ (rig.) Ovsyannikov 37'52'’ Struk 38'22'’ Pavlenko 39'47'’ | Marcatori | 0'50'’, 20'12'’ F. Matei 39'26'’ Gherman |

| Arbitri: | Veljko Bošković Antonis Constantinides Trajan Enčev |

|                                                          |           |  |
| Dentinho 3'06'’ Vladyka 9'05'’ Max 29'45'’ Cacau 33'02'’ | Marcatori |  |

| Arbitri: | Omar Rafiq Trajan Enčev Antonis Constantinides |

|                                 |           |                                                                                                  |
| Sr. Andrić 23'36'’ Vico 26'17'’ | Marcatori | 2'42'’, 21'19'’ Pavlenko 21'43'’ Lehčanov 25'11'’ Pičkurov 30'24'’ Čepornjuk 36'37'’ Ovsyannikov |

| Arbitri: | Antonis Constantinides Veljko Bošković Omar Rafiq |

|                                                                 |           |                                                       |
| F. Matei 2'54'’, 4'08'’, 39'54'’ Stoica 24'25'’ Gherman 29'46'’ | Marcatori | 5'41'’, 18'05'’, 38'54'’ M. Mareš 28'08'’ Douglas Jr. |

### Gruppo 4
| Squadra         | P.ti | G | V | N | P | GF | GS | DR  |
| --------------- | ---- | - | - | - | - | -- | -- | --- |
| Litija          | 7    | 3 | 2 | 1 | 0 | 12 | 6  | +6  |
| Iberia Star     | 6    | 3 | 2 | 0 | 1 | 7  | 5  | +2  |
| Sporting Parigi | 4    | 3 | 1 | 1 | 1 | 12 | 7  | +5  |
| Athina 90       | 0    | 3 | 0 | 0 | 3 | 4  | 17 | -13 |

| Arbitri: | Ondřej Černý Saša Tomić Sérgio Magalhães |

|                                         |           |                                      |
| Augusto 15'01'’, 17'47'’ Xavier 24'41'’ | Marcatori | 11'28'’ (rig.) Betinho 33'53'’ Diniz |

| Arbitri: | Barry Weijers Sérgio Magalhães Saša Tomić |

|                                                                               |           |                                            |
| Fetić 3'40'’, 10'15'’, 37'33'’, 38'48'’ Škorić 5'33'’, 13'16'’ Pertič 12'24'’ | Marcatori | 2'25'’ Papadopoulos 16'31'’ Papaefstratiou |

| Arbitri: | Sérgio Magalhães Barry Weijers Ondřej Černý |

|                       |           |                                               |
| Mourdoukoutas 16'19'’ | Marcatori | 5'01'’ Juliermes 22'12'’ Augusto 27'38'’ Rosa |

| Arbitri: | Saša Tomić Ondřej Černý Barry Weijers |

|                                                   |           |                                   |
| Osredkar 2'44'’ Simeunović 23'47'’ Pertič 31'10'’ | Marcatori | 20'59'’, 30'33'’, 35'15'’ Betinho |

| Arbitri: | Saša Tomić Barry Weijers Sérgio Magalhães |

|                                                                                        |           |               |
| Diniz 3'59'’, 17'51'’ Barboza 4'34'’, 14'39'’, 21'39'’ J. López 6'46'’ Betinho 33'54'’ | Marcatori | 12'30'’ Begaj |

| Arbitri: | Ondřej Černý Sérgio Magalhães Barry Weijers |

|              |           |                          |
| Rosa 35'27'’ | Marcatori | 3'53'’, 28'28'’ Osredkar |

### Gruppo 5
| Squadra         | P.ti | G | V | N | P | GF | GS | DR  |
| --------------- | ---- | - | - | - | - | -- | -- | --- |
| Dinamo Mosca    | 6    | 2 | 2 | 0 | 0 | 16 | 2  | +14 |
| Spalato         | 3    | 2 | 1 | 0 | 0 | 2  | 11 | -9  |
| LidSelmash Lida | 0    | 2 | 0 | 0 | 2 | 1  | 6  | -5  |

| Arbitri: | Aleksandras Sliva Balázs Farkas Fabio Gelonese |

|              |           |  |
| Subotić 12'’ | Marcatori |  |

| Arbitri: | Fabio Gelonese Aleksandras Sliva Balázs Farkas |

|                  |           |                                                                                     |
| Gorbenko 14'05'’ | Marcatori | 14'42'’ Nando 25'22'’ Šajachmetov 26'07'’ Badretdinov 28'22'’ Cirilo 31'05'’ Rômulo |

| Arbitri: | Balázs Farkas Fabio Gelonese Aleksandras Sliva |

|                    |           | |
| Bogdanović 22'12'’ | Marcatori | 6'30'’ Nando 6'56'’, 36'46'’ Fukin 8'11'’ Cirilo 8'55'’ Fernandinho 10'28'’, 23'16'’ Badretdinov 21'15'’, 39'53'’ Šajachmetov 24'57'’ Sučilin 38'40'’ Pula |

### Gruppo 6
| Squadra       | P.ti | G | V | N | P | GF | GS | DR |
| ------------- | ---- | - | - | - | - | -- | -- | -- |
| Győri ETO     | 7    | 3 | 2 | 1 | 0 | 14 | 7  | +7 |
| Araz Naxçıvan | 4    | 3 | 1 | 1 | 1 | 9  | 13 | -4 |
| Eindhoven     | 3    | 3 | 1 | 0 | 2 | 9  | 12 | -3 |
| Eden          | 3    | 3 | 1 | 0 | 2 | 10 | 12 | -2 |

| Győr 5 settembre 2012, ore 16:30 CEST | Araz Naxçıvan                                    | 0 – 5 A tav. referto | Eden | Magvassy Mihály Sportcsarnok\| Arbitri: \| Cédric Waroux Zoran Bogdanov Aleksandrs Golubevs \| |
| Arbitri:                              | Cédric Waroux Zoran Bogdanov Aleksandrs Golubevs |                      |      |                                                                                                |

| Arbitri: | Jan Kresta Aleksandrs Golubevs Zoran Bogdanov |

|                                                     |           |  |
| Harnisch 5'24'’ Merlino 11'59'’ (aut.) Lódi 14'39'’ | Marcatori |  |

| Arbitri: | Aleksandrs Golubevs Cédric Waroux Jan Kresta |

|                                               |           |                                                               |
| El Attabi 2'58'’ Martinus 4'43'’ Bali 15'22'’ | Marcatori | 4'24'’, 38'05'’ Carlos Alberto 18'33'’ Borisov 32'46'’ Petrov |

| Arbitri: | Zoran Bogdanov Jan Kresta Cédric Waroux |

|                                                                                            |           |                                 |
| Harnisch 4'29'’ H. Neto 15'16'’ (aut.) Lódi 22'29'’, 29'53'’ Ramada 26'13'’ Juanra 31'59'’ | Marcatori | 26'28'’ De Melo 36'02'’ H. Neto |

| Arbitri: | Cédric Waroux Zoran Bogdanov Aleksandrs Golubevs |

|                                          |           |                                                                                      |
| De Melo 12'43'’, 28'51'’ Bouznig 30'14'’ | Marcatori | 2'29'’, 19'59'’ Köseoğlu 15'13'’ Saadouni 15'40'’ El Ghannouti 18'50'’, 38'46'’ Bali |

| Arbitri: | Jan Kresta Aleksandrs Golubevs Cédric Waroux |

|                                                                                 |           |                                                                          |
| Borisov 9'54'’ Carlos Alberto 21'54'’, 27'11'’ Serjão 24'12'’ Biro Jade 28'41'’ | Marcatori | 6'56'’ Aguiar 8'37'’ Lódi 12'17'’ Juanra 20'37'’ Al-Ioani 37'51'’ Ramada |

## Turno élite

### Girone A
| Squadra       | P.ti | G | V | N | P | GF | GS | DR  |
| ------------- | ---- | - | - | - | - | -- | -- | --- |
| Barcellona    | 9    | 3 | 3 | 0 | 0 | 28 | 1  | +27 |
| Litija        | 6    | 3 | 2 | 0 | 1 | 15 | 7  | +8  |
| Araz Naxçıvan | 3    | 3 | 1 | 0 | 2 | 9  | 13 | -4  |
| Spalato       | 0    | 3 | 0 | 0 | 3 | 2  | 33 | -31 |

| Arbitri: | Epaminondas Stamoulis Josip Barton Oleh Ivanov |

| |           |  |
| Torrás 3'28'’, 8'52'’ Igor 5'45'’, 6'47'’, 18'38'’, 25'51'’ Lozano 5'50'’, 32'49'’, 36'00'’ Ari 8'29'’ Martel 12'46'’, 13'58'’ Saad 14'34'’ Aicardo 18'00'’, 34'07'’ Fernandão 22'54'’ Wilde 27'39'’ Lin 36'38'’ | Marcatori |  |

| Arbitri: | Borislav Kolev Oleh Ivanov Josip Barton |

|                                                                |           |                                                    |
| Fetić 23'55'’, 36'29'’, 38'32'’ Vrhovec 30'26'’ Pertič 37'41'’ | Marcatori | 1'09'’ Dantas 7'33'’ Carlos Alberto 19'14'’ Serjão |

| Arbitri: | Oleh Ivanov Borislav Kolev Epaminondas Stamoulis |

|                       |           | |
| Məmmədkərimov 14'48'’ | Marcatori | 0'25'’ Fernandão 3'50'’ (aut.) Fərzəliyev 5'52'’, 15'41'’ Aicardo 7'02'’ Lin 28'01'’ Torrás 37'14'’ Wilde |

| Arbitri: | Josip Barton Epaminondas Stamoulis Borislav Kolev |

| |           |                      |
| Osredkar 1'10'’, 28'51'’, 30'45'’ Pantič 3'43'’ Fetić 6'26'’, 11'55'’, 12'15'’ Mehić 28'24'’ Pertič 32'35'’ Škorić 38'27'’ | Marcatori | 33'07'’ (aut.) Begič |

| Arbitri: | Epaminondas Stamoulis Josip Barton Borislav Kolev |

|               |           |                                                                                           |
| Osibov 3'59'’ | Marcatori | 0'17'’ Borisov 15'59'’ (aut.) Osibov 16'48'’ Biro Jade 18'22'’ Fərzəliyev 38'25'’ Zamanov |

| Arbitri: | Oleh Ivanov Borislav Kolev Josip Barton |

|                                                   |           |  |
| Torrás 11'37'’ Igor 27'25'’ Lozano 39'11'’ (rig.) | Marcatori |  |

### Girone B
| Squadra          | P.ti | G | V | N | P | GF | GS | DR  |
| ---------------- | ---- | - | - | - | - | -- | -- | --- |
| Qairat           | 9    | 3 | 3 | 0 | 0 | 16 | 6  | -10 |
| Ekonomac         | 4    | 3 | 1 | 1 | 1 | 7  | 9  | -2  |
| Era-Pack Chrudim | 3    | 3 | 1 | 0 | 2 | 10 | 11 | -1  |
| Slov-Matic FOFO  | 1    | 3 | 0 | 1 | 1 | 5  | 12 | -7  |

| Arbitri: | Bogdan Sorescu Dejan Nikolić Toni Lehtinen |

|                                                                |           |                  |
| Grcić 0'33'’ Kocić 25'24'’ Janjić 26'04'’ Aksentijević 33'44'’ | Marcatori | 39'09'’ M. Mareš |

| Arbitri: | Nuno Bogalho Toni Lehtinen Dejan Nikolić |

|                                                                       |           |                  |
| Santana 3'54'’, 23'08'’ Joan 5'41'’ Fumaça 11'00'’ Jamanqulov 39'35'’ | Marcatori | 24'36'’ Bartošek |

| Arbitri: | Toni Lehtinen Nuno Bogalho Bogdan Sorescu |

|                                       |           |                                             |
| Dodô 19'11'’, 27'44'’ Bojović 37'40'’ | Marcatori | 12'15'’ Bahna 19'02'’ Hal'ko 22'19'’ Rejžek |

| Arbitri: | Dejan Nikolić Bogdan Sorescu Nuno Bogalho |

|                                                                                 |           |                                                                                  |
| Rešetár 2'25'’ R. Mareš 20'14'’ Max 29'08'’ (rig.), 32'13'’ Douglas Jr. 29'22'’ | Marcatori | 0'53'’, 7'50'’ Santana 2'03'’ Felipe 19'54'’ Giva 21'38'’ Pengrin 26'26'’ Fumaça |

| Arbitri: | Dejan Nikolić Toni Lehtinen Nuno Bogalho |

|                |           |                                                                |
| Hal'ko 19'58'’ | Marcatori | 12'06'’ Douglas Jr. 20'52'’, 30'13'’ Slováček 39'36'’ Dentinho |

| Arbitri: | Bogdan Sorescu Nuno Bogalho Toni Lehtinen |

|                                                           |           |  |
| Santana 3'16'’, 26'16'’ Pintinho 8'18'’, 36'26'’, 38'43'’ | Marcatori |  |

### Girone C
| Squadra          | P.ti | G | V | N | P | GF | GS | DR  |
| ---------------- | ---- | - | - | - | - | -- | -- | --- |
| Dinamo Mosca     | 9    | 3 | 3 | 0 | 0 | 16 | 4  | +12 |
| ElPozo Murcia    | 6    | 3 | 2 | 0 | 1 | 16 | 8  | +8  |
| Enerhija Leopoli | 3    | 3 | 1 | 0 | 2 | 6  | 14 | -8  |
| Nikars           | 0    | 3 | 0 | 0 | 3 | 4  | 16 | -12 |

| Arbitri: | Alessandro Malfer Vitali Rakutski Andrej Topić |

| |           |                                      |
| Fernandinho 7'30'’, 10'47'’ Tatú 9'52'’ Cirilo 21'44'’ Gustavo 30'26'’ Fukin 31'07'’ Rômulo 39'56'’ | Marcatori | 21'27'’ Zé Maria 39'33'’ Atamaņukovs |

| Arbitri: | Pascal Lemal Andrej Topić Vitali Rakutski |

| |           |                                                     |
| Bebe 3'11'’ De Bail 7'55'’, 35'20'’, 37'33'’ Yepes 10'31'’ Miguelín 12'53'’, 19'28'’ Franklin 38'32'’ | Marcatori | 19'50'’ Koval' 29'57'’ Ovsyannikov 32'00'’ Pavlenko |

| Arbitri: | Vitali Rakutski Alessandro Malfer Pascal Lemal |

|  |           |                                                                   |
|  | Marcatori | 2'09'’ Kobzar' 5'04'’ Rômulo 6'05'’, 13'10'’, 20'48'’ Fernandinho |

| Arbitri: | Andrej Topić Pascal Lemal Alessandro Malfer |

|                                                                                          |           |                 |
| Yepes 3'21'’ J. Ruiz 4'58'’ De Bail 8'00'’ Paulinho 12'08'’, 21'05'’ A. Martínez 39'19'’ | Marcatori | 8'34'’ Šustrovs |

| Arbitri: | Andrej Topić Pascal Lemal Alessandro Malfer |

|              |           |                                                  |
| Vevé 27'40'’ | Marcatori | 16'04'’ (rig.), 31'54'’ Pavlenko 29'17'’ Makajev |

| Arbitri: | Alessandro Malfer Pascal Lemal Andrej Topić |

|                                                   |           |                                    |
| Nando 17'55'’, 32'53'’ Fukin 29'57'’ Tatú 30'38'’ | Marcatori | 0'47'’ De Bail 24'23'’ A. Martínez |

### Girone D
| Squadra     | P.ti | G | V | N | P | GF | GS | DR |
| ----------- | ---- | - | - | - | - | -- | -- | -- |
| Iberia Star | 7    | 3 | 2 | 1 | 0 | 15 | 7  | +8 |
| Győri ETO   | 5    | 3 | 1 | 2 | 0 | 8  | 7  | +1 |
| Benfica     | 4    | 3 | 1 | 1 | 1 | 10 | 12 | -2 |
| Luparense   | 0    | 3 | 0 | 0 | 3 | 5  | 12 | -7 |

| Arbitri: | Gerald Bauernfeind Lukáš Peško Demetris Constantinou |

|                                                    |           |                                              |
| Marinho 22'17'’ Queirós 23'25'’ Vítor Hugo 35'40'’ | Marcatori | 36'58'’ Juanra 38'04'’ Aguiar 39'58'’ Ramada |

| Arbitri: | Roberto Gracia Demetris Constantinou Lukáš Peško |

|                                                                       |           |                 |
| Augusto 12'54'’, 13'19'’ Melo 35'11'’, 35'48'’, 37'42'’ Fuste 39'55'’ | Marcatori | 23'15'’ Saiotti |

| Arbitri: | Demetris Constantinou Roberto Gracia Gerald Bauernfeind |

|                               |           |                                           |
| Caputo 0'39'’ Pedotti 28'04'’ | Marcatori | 11'32'’ Nenê 33'04'’ Marinho 37'31'’ Teka |

| Arbitri: | Lukáš Peško Gerald Bauernfeind Roberto Gracia |

|                                   |           |                              |
| Julierme 8'34'’ R. Santos 30'57'’ | Marcatori | 6'31'’ Dróth 17'59'’ Garrido |

| Arbitri: | Gerald Bauernfeind Lukáš Peško Demetris Constantinou |

|                                        |           |                               |
| Aguiar 2'48'’, 21'45'’ Garrido 36'31'’ | Marcatori | 2'22'’ Pedotti 29'49'’ Abdala |

| Arbitri: | Roberto Gracia Demetris Constantinou Lukáš Peško |

|                                                |           | |
| Marinho 10'06'’, 18'52'’, 20'53'’ Nenê 26'28'’ | Marcatori | 2'07'’, 36'47'’ (rig.) Augusto 11'25'’ Julierme 16'01'’, 39'22'’ R. Santos 19'44'’ Rosa 39'45'’ Roninho |

## Fase finale

### Semifinali
| Arbitri: | Oleh Ivanov Ondřej Černý Francesco Massini |

|                                 |           |                                                                |
| Augusto 27'30'’ Fabinho 39'13'’ | Marcatori | 11'34'’, 22'39'’ Pula 11'54'’, 33'50'’ Dieguinho 35'35'’ Fukin |

| Arbitri: | Francesco Massini Eduardo Coelho Ondřej Černý |

|                                                             |           |                                                           |
| Fumaça 2'46'’, 7'44'’, 38'24'’ Joan 24'39'’ Santana 35'18'’ | Marcatori | 7'20'’ Lin 15'38'’ Torrás 20'30'’ Wilde 39'58'’ Fernandão |

### Finale 3º posto
| Arbitri: | Ondřej Černý Oleh Ivanov Eduardo Coelho |

|                 |           |                                                              |
| Fabinho 12'04'’ | Marcatori | 1'11'’, 28'39'’ Lozano 6'22'’ Aicardo 20'11'’ (aut.) Augusto |

### Finale
| Arbitri: | Francesco Massini Eduardo Coelho Oleh Ivanov |

|                                             |           |                                                                     |
| Sergeev 18'52'’ Cirilo 35'04'’ Tatú 36'54'’ | Marcatori | 10'45'’ (aut.) Popov 22'23'’ Santana 28'23'’ Fumaça 32'55'’ Higuita |